# Liste des formations géologiques de Ganymède
 (mars 2015).

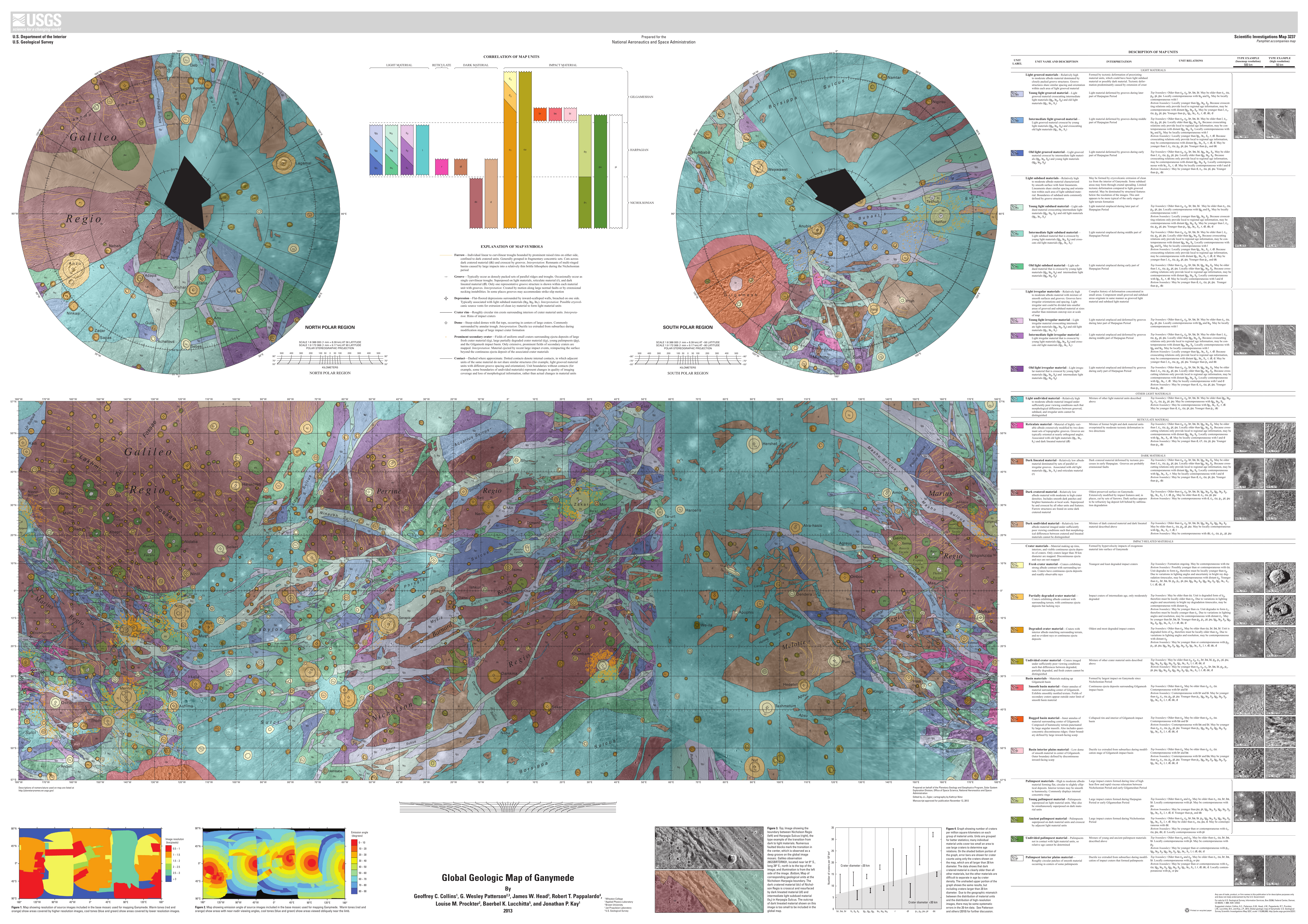
Carte géologique de Ganymède (11 février 2014).

Voici une liste des formations géologiques de Ganymède, une lune de Jupiter.

## Catenae (chaînes de cratères)
Une catena (pluriel : catenae) est une chaîne de cratères d'impact. Pour Ganymède, l'union astronomique international a attribué des noms à quatre d'entre elles d'après des divinités ou héros des civilisations du Croissant fertile.
| Nom international | Latitude | Longitude | Diamètre (km) | Année du nommage | Éponymie                                                               |
| ----------------- | -------- | --------- | ------------- | ---------------- | ---------------------------------------------------------------------- |
| Enki Catena       | 38,8° N  | 13,6° O   | 161,3         | 1997             | Enki, principal dieu de l'eau de l’apsû.                               |
| Khnum Catena      | 32,9° N  | 349,1° O  | 66,0          | 1997             | Khnoum, dieu égyptien de la création.                                  |
| Nanshe Catena     | 15,4° N  | 352,9° O  | 103,8         | 1997             | Nanshe, déesse des sources et des canaux, fille d'Enki.                |
| Terah Catena      | 7,1° N   | 277,5° O  | 283,0         | 2000             | Terah, dieu phénicien de la lune qui s'est battu contre Keret à Negeb. |

## Faculae
| Nom international      | Latitude | Longitude | Diamètre (km) | Année du nommage | Éponymie                                                                                  |
| ---------------------- | -------- | --------- | ------------- | ---------------- | ----------------------------------------------------------------------------------------- |
| Abydos Facula (it)     | 33,4 N   | 153,4 O   | 180,0         | 1985             | Ville égyptienne où Osiris était vénéré.                                                  |
| Akhmin Facula (it)     | 27,7 N   | 189,5 O   | 245,0         | 1997             | Ville égyptienne où Min était vénéré.                                                     |
| Bigeh Facula (it)      | 29,0 N   | 94,3 O    | 224,0         | 2000             | Île où Hapi, dieu égyptien du Nil, vivait.                                                |
| Busiris Facula (it)    | 15,7 N   | 215,4 O   | 369,0         | 1985             | Ville en Basse-Égypte où Osiris a d'abord été instauré comme dieu local.                  |
| Buto Facula (it)       | 13,2 N   | 203,5 O   | 245,0         | 1985             | Marais où Isis a caché le corps d'Osiris.                                                 |
| Coptos Facula (it)     | 9,9 N    | 209,2 O   | 329,0         | 1985             | Ville ancienne d'où partaient les caravanes.                                              |
| Dendera Facula (it)    | 0,0 N    | 257,0 O   | 114,0         | 1985             | Ville où Hathor était la déesse principale. Le nom a été changé en Dendera (cratère).     |
| Edfu Facula (it)       | 25,7 N   | 147,1 O   | 184,0         | 1985             | Ville égyptienne où Orus était vénéré.                                                    |
| Heliopolis Facula (it) | 18,5 N   | 147,2 O   | 50,0          | 1997             | Ville sacrée du soleil en Égypte.                                                         |
| Hermopolis Facula (it) | 22,4 N   | 195,3 O   | 260,0         | 1997             | Endroit où Unut était vénéré.                                                             |
| Memphis Facula         | 14,1 N   | 131,9 O   | 361,0         | 1985             | Memphis, ancienne capitale du royaume de Basse-Égypte                                     |
| Ombos Facula (it)      | 4,8 N    | 236,0 O   | 170,0         | 1985             | Ville égyptienne où le trio de Sebek était vénéré ; actuel Kom Ombo.                      |
| Punt Facula (ko)       | 26,1 S   | 242,2 O   | 228,0         | 1985             | Territoire situé à l'est de l'Égypte, d'où Bes est originaire. Renommé en Punt (cratère). |
| Sais Facula            | 37,9 N   | 14,2 O    | 137,0         | 1988             | Capitale d’Égypte au milieu du VIIe siècle av. J.-C.                                      |
| Siwah Facula (it)      | 7,0 N    | 143,1 O   | 220,0         | 1985             | Siwa, oasis d'Ammon, visitée par Alexandre et lieu de l'oracle.                           |
| Tettu Facula (it)      | 37,6 N   | 161,2 O   | 189,0         | 1985             | Ville égyptienne où Hatmenit et Osiris étaient vénéré.                                    |
| Thebes Facula          | 7,1 N    | 202,4 O   | 360,0         | 1985             | Thèbes, ancienne capitale du royaume de Haute-Égypte                                      |

## Fossae (fosses)
| Nom international | Latitude | Longitude | Diamètre (km) | Année du nommage | Éponymie                                                                                 |
| ----------------- | -------- | --------- | ------------- | ---------------- | ---------------------------------------------------------------------------------------- |
| Lakhamu Fossa     | 11,6 S   | 227,7 O   | 370,0         | 1985             | Dragon monstrueux mésopotamien ou déesse force de la nature engendrée par Tiamat et Apsû |
| Lakhmu Fossae     | 50,4 N   | 128,0 O   | 3 700,0       | 1985             | Dragon monstrueux akkadien ou dieu force de la nature engendré par Tiamat et Apsû        |
| Zu Fossae         | 38,5 N   | 150,5 O   | 2 900,0       | 1985             | Dragon du chaos tué par Marduk dans la mythologie sumérienne                             |

## Regiones (régions)
| Nom international | Latitude | Longitude | Diamètre (km) | Année du nommage | Éponymie                                                          |
| ----------------- | -------- | --------- | ------------- | ---------------- | ----------------------------------------------------------------- |
| Barnard Regio     | 10,7 S   | 19,0 O    | 3 200         | 1979             | Edward Emerson Barnard, astronome américain (1857-1923).          |
| Galileo Regio     | 47,0 N   | 129,6 O   | 4 439         | 1979             | Galilée, astronome italien (1564-1642).                           |
| Marius Regio      | 6,8 N    | 181,2 O   | 4 940         | 1979             | Simon Marius, astronome allemand (1570-1624).                     |
| Melotte Regio     | -12      | 245       | 4 100         | 2013             | Philibert Jacques Melotte, astronome britannique (1880-1961).     |
| Nicholson Regio   | 33,5 S   | 4,8 O     | 3 900         | 1979             | Seth Barnes Nicholson, astronome américain (1891-1963).           |
| Perrine Regio     | 33,2 N   | 32,6 O    | 3 800         | 1979             | Charles Dillon Perrine, astronome américano-argentin (1867-1951). |

## Sulci
| Nom international     | Latitude | Longitude | Diamètre (km) | Année du nommage | Éponymie |
| --------------------- | -------- | --------- | ------------- | ---------------- | --- |
| Akitu Sulcus (it)     | 38,9 N   | 194,3 O   | 365,0         | 1997             | Lieu où la statue de Marduk était transportée chaque année.                                                      |
| Anshar Sulcus (it)    | 18,0 N   | 197,9 O   | 1 372,0       | 1979             | Assyro-babylonien ; maison du monde céleste de Lakhmu et Lakhamu.                                                |
| Apsu Sulci (it)       | 39,4 S   | 234,7 O   | 1 950,0       | 1979             | Suméro-akkadien ; océan primitif.                                                                                |
| Aquarius Sulcus (it)  | 52,4 N   | 3,9 O     | 1 420,0       | 1979             | Grec ; Zeus a placé Ganymède parmi les étoiles dans la constellation du Verseau, le porteur d'eau.               |
| Arbela Sulcus (it)    | 21,1 S   | 349,8 O   | 1 940,0       | 1985             | Ville assyrienne où Ishtar était vénérée.                                                                        |
| Bubastis Sulci (it)   | 72,3 S   | 282,9 O   | 2 651,0       | 1988             | Ville égyptienne où Bast était vénéré.                                                                           |
| Byblus Sulcus (it)    | 37,9 N   | 199,9 O   | 645,0         | 1997             | Ancienne ville phénicienne où Adonis était vénéré.                                                               |
| Dardanus Sulcus (it)  | 46,9 S   | 17,5 O    | 2 988,0       | 1979             | Grec ; où Ganymède a été enlevé par Zeus déguisé en aigle.                                                       |
| Dukug Sulcus (it)     | 83,5 N   | 3,8 O     | 385,0         | 1985             | Chambre cosmique sacrée sumérienne des dieux.                                                                    |
| Elam Sulci (it)       | 58,2 N   | 200,3 O   | 1 855,0       | 1985             | Ancien siège babylonien du culte du soleil, dans l'actuel Iran.                                                  |
| Erech Sulcus (it)     | 7,3 S    | 179,2 O   | 953,0         | 1985             | Ville akkadienne construite par Mardouk.                                                                         |
| Harpagia Sulcus (it)  | 11,7 S   | 318,7 O   | 1 792,0       | 1985             | Nom grec du lieu où Ganymède a été enlevé par un aigle.                                                          |
| Hursag Sulcus (it)    | 9,7 S    | 233,1 O   | 750,0         | 1985             | Montagne sumérienne où résident les vents.                                                                       |
| Kishar Sulcus (it)    | 6,4 S    | 216,6 O   | 1 187,0       | 1979             | Assyro-babylonien ; maison de Lakhmu et Lakhamu dans le monde terrestre.                                         |
| Lagash Sulcus (it)    | 10,9 S   | 163,2 O   | 1 575,0       | 1985             | Lagash, ancienne ville babylonienne.                                                                             |
| Larsa Sulcus (it)     | 3,8 N    | 248,7 O   | 1 000,0       | 2000             | Larsa, ville sumérienne.                                                                                         |
| Mashu Sulcus (it)     | 29,8 N   | 205,7 O   | 2 960,0       | 1979             | Assyro-babylonien ; montagne aux pics jumeaux où le soleil se lève et se couche.                                 |
| Mysia Sulci (it)      | 7,0 S    | 7,9 O     | 5 066,0       | 1979             | Mysie, où Ganymède a été enlevé par un aigle.                                                                    |
| Nineveh Sulcus (it)   | 23,5 N   | 53,1 O    | 1 700,0       | 1997             | Ninive, ville où Ishtar était vénérée.                                                                           |
| Nippur Sulcus (it)    | 36,9 N   | 185,0 O   | 1 425,0       | 1985             | Nippur, ville sumérienne.                                                                                        |
| Nun Sulci (it)        | 49,5 N   | 316,4 O   | 1 500,0       | 1979             | Noun, concept divin égyptien ; chaos ; océan primordial ; contient le germe de toutes choses.                    |
| Philae Sulcus (it)    | 65,5 N   | 169,0 O   | 900,0         | 1997             | Temple qui était le principal sanctuaire d'Isis.                                                                 |
| Philus Sulcus (it)    | 44,1 N   | 209,5 O   | 465,0         | 1979             | Grèce ; où Ganymède et Hébé étaient vénérés en tant que faiseurs de pluie.                                       |
| Phrygia Sulcus (it)   | 12,4 N   | 23,5 O    | 3 700,0       | 1979             | Phrygie, royaume d'Asie Mineure où naquit Ganymède.                                                              |
| Shuruppak Sulcus (it) | 19,3 S   | 232,2 O   | 2 800,0       | 2000             | Shuruppak, ville assyro-babylonienne sur les rives de l'Euphrate où les dieux ont planifié la grande inondation. |
| Sicyon Sulcus (it)    | 32,7 N   | 18,5 O    | 2 125,0       | 1979             | Sicyone, ancienne cité grecque, où Ganymède et Hébé étaient vénérés en tant que faiseurs de pluie.               |
| Sippar Sulcus (it)    | 15,4 S   | 189,3 O   | 1 508,0       | 1985             | Sippar, ancienne ville babylonienne.                                                                             |
| Tiamat Sulcus (it)    | 3,4 N    | 208,5 O   | 1 330,0       | 1979             | Tiamat, déesse assyro-babylonian ; mer tumultueuse à partir de laquelle tout a été créé.                         |
| Umma Sulcus (it)      | 4,1 N    | 250,0 O   | 1 270,0       | 2000             | Umma, ville sumérienne.                                                                                          |
| Ur Sulcus (it)        | 49,8 N   | 177,5 O   | 1 145,0       | 1985             | Ur, ancien site sumérien de culte lunaire.                                                                       |
| Uruk Sulcus           | 0,8 N    | 160,3 O   | 2 200,0       | 1979             | Cité sumérienne dirigée par Gilgamesh                                                                            |
| Xibalba Sulcus (it)   | 43,8 N   | 71,1 O    | 2 200,0       | 1997             | Xibalba : « lieu effrayant » maya, destination de ceux qui ont échappé à la mort violente.                       |